# Sanšin

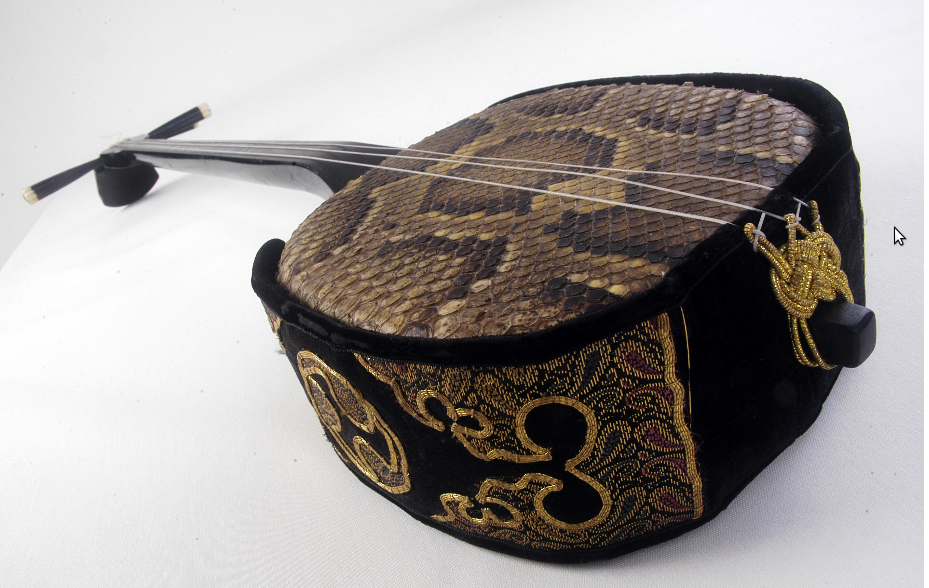
Sanšin ve sbírkách Museo Azzarini v La Plata

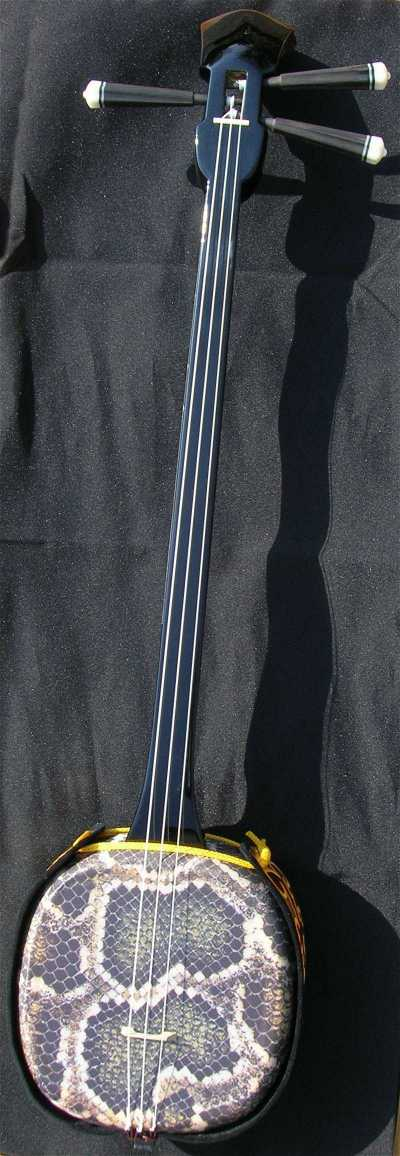
Sanšin

Sanšin (三線) je třístrunný okinawský hudební nástroj, předchůdce japonského šamisenu. Připomíná čínskou loutnu san-sien.

## Historie
Sanšin je čínského původu. Do Japonska se dostal přes obchodní přístav Sakai v Ósace v 16. století. Zde se později vyvinul ve větší nástroj zvaný šamisen.

## Vzhled
Nástroj se skládá z těla, krku a tří strun. Tradičně je pokrytý vydělanou hadí kůží. Dříve se při výrobě používala kůže krajty tmavé (Python bivittatus), ale dnes, kvůli regulacím CITES, je používaná také kůže krajty mřížkované (Python reticulatus). Kobylka, která odděluje struny od těla, je vyrobena z bambusu.
Okinawská jména pro jednotlivé struny jsou (od nejsilnější po nejtenčí): uujiru (男絃), nakajiru (中絃) a miijiru (女絃). Mají obvykle bílou barvu. Výjimkou jsou sanšiny ze souostroví Amami, kde struny mají barvu žlutou.
Ke hře se tradičně používá trsátko vyrobené z rohu buvola domácího (Bubalus arnee f. bubalis). Dnes však někteří hrají také pomocí kytarového trsátka či nehtem prostředníčku.

## Ladění
Sanšin lze naladit pěti druhy ladení zvanými čindami (ちんだみ):
- Hon chōshi (本調子) – "standardní ladění"
- Ichi-agi chōshi (一揚調子) – "první struna naladěná výš"
- Ni-agi chōshi (二揚調子) – "druhá struna naladěná výš"
- Ichi, ni-agi chōshi (一、二揚調子) – "první a druhá struna naladěná výš"
- San-sage chōshi (三下げ調子) – "třetí struna podladěná"